# Bror Hårleman
Bror Paco Hårleman, född den 20 maj 1888 i Trollhättan, död den 11 juli 1917 i Stockholm, var en svensk sångare och skådespelare, delvis verksam i Finland.
Hårleman var son till militären Rudolf Hårleman och Paulina Österman. Han gifte sig 1912 med skådespelaren Nita Hårleman, med vilken han fick tre barn. I början av 1910-talet engagerades Hårleman vid biografen Helikon på Glogatan i Helsingfors. Där kom han, J. Alfred Tanner, Rafael Ramstedt, Tor Borong och Felix Jungell att tillhöra biografens stamtrupp. I tidningsrecensionerna fick han ständigt goda vitsord för sin sångröst. 1911 värvades Hårleman till en finsk-svensk teaterensemble som gästspelade på Apolloteatern. Han återvände sedermera till Sverige där han kom att tillhöra Oscarsteaterns ensemble, men även uppträdde med Collianderska sällskapet. Under en uppsättning av Lilla helgonet i Södra folkparken sommaren 1917 fick han plötsligt föras till sjukhus för att opereras för "en svår njursjukdom", men återhämtade sig inte och avled en dryg vecka därefter.